# Tom King
Tom King je americký komiksový scenárista. Proslul zejména svou autorskou sérií Sheriff of Babylon, prací na Marvel sérii Vision Vol. 3 a DC sérii Batman Vol. 3.

## Biografie
Po útocích z 11. září 2001 byl sedm let operačním důstojníkem protiteroristické jednotky CIA. Po roce 2010 z agentury odešel a stal se spisovatelem. V roce 2012 mu vyšel superhrdinský román A Once Crowded Sky. Poté se začal věnovat psaní komiksů. King začal u DC Comics, kde získal drobný prostor k psaní sérií Grayson a Nightwing. Svou první kontinuální sérii vedl v roce 2015 s titulem The Omega Men. Později téhož roku pro DC imprint Vertigo Comics začal psát autorskou sérii The Sheriff of Babylon, která se setkala s velkým úspěchem u kritiků i čtenářů.
Během relaunche All-New, All-Different Marvel, King dostal na starost sérii Vision, kterou pojal velmi civilně. Série pojednává o snaze androida Visiona mít vlastní rodinu a poklidný normální život na předměstí, a tím vším se zapojit do lidské společnosti. Série se opět setkala s oceněním od kritiků i čtenářů.
V roce 2016 začal pro DC psát novou sérii Batmana (Batman Vol. 3), kdy převzal scenáristickou štafetu po Scottu Snyderovi, který psal Batmana od roku 2011. V roce 2018 získal za práci na komiksech Batman, Batman Annual No. 2, Batman/Elmer Fudd Special No. 1 a Mister Miracle Eisnerovu cenu pro nejlepšího scenáristu. Za práci na komiksech Batman, Mister Miracle, Heroes in Crisis a Swamp Thing Winter Special získal Eisnerovu cenu pro nejlepšího scenáristu i v roce 2019.
V prosinci 2019 zakončil číslem 85 svůj čtyřletý run u hlavní série Batmana. Následně ale pokračoval v batmanovských příbězích v minisériích Batman/Catwoman (2020–2022) a Batman: Killing Time (2022).
V lednu 2023 předseda DC Studios James Gunn uvedl, že Tom King je jedním z tvůrců konceptu filmového DC Universe, který nahradí DC Extended Universe režiséra Zacka Snydera.

## Česky vydané komiksy
- Batman (Znovuzrození hrdinů DC):
  - Batman 1: Já jsem Gotham, 2018 (autoři: Tom King, David Finch, Mikel Janin a Ivan Reis: Batman Vol. 3 #1-6 a Batman: Rebirth, 2016).
  - Batman 2: Já jsem sebevražda, 2018 (autoři: Tom King, Mikel Janin a Mitch Gerads: Batman Vol. 3 #9-15, 2016-17).
  - Batman 3: Já jsem zhouba, 2019 (autoři: Tom King, David Finch, Mitch Gerads, Clay Mann a Seth Mann : Batman Vol. 3 #16–20, #23–24 a Batman Annual #1, 2017).
  - Batman / Flash: Odznak, 2019 (autoři: Tom King, Joshua Williamson a Jason Fabok: Batman Vol. 3 #21–22, 2017; Joshua Williamson a Howard Porter: The Flash (Vol. 5) #21–22, 2017)
  - Batman 4: Válka vtipů a hádanek, 2019 (autoři: Tom King, Mikel Janín a Clay Mann: Batman Vol. 3 #25–32, 2017).
  - Batman 5: Operace Zásnuby, 2020 (autoři: Tom King, Joëlle Jones a Clay Mann: Batman Vol. 3 #33–37, 2017–18).
  - Batman 6: Nevěsta nebo lupič?, 2020 (autoři: Tom King, Travis Moore, Joëlle Jones, Mikel Janin a Hugo Petrus: Batman Vol. 3 #38–44, 2018).
  - Batman 7: Svatba, 2020 (autoři: Tom King, Tony S. Daniel, Mikel Janin (a 20 různých kreslířů pro číslo 50): Batman Vol. 3 #45–50, 2018).
  - Batman 8: Chladné dny, 2021 (autoři: Tom King, Tony S. Daniel, Mark Buckingham, Matt Wagner a Lee Weeks: Batman Vol. 3 #51–57, 2018).
  - Batman 9: Dravá moc, 2021 (autoři: Tom King, Mikel Janin, Jorge Fornés: Batman Vol. 3 #58–60; Tom Taylor a Otto Schmidt: Batman Vol. 3 Annual #3; Tom King a Mikel Janin: Batman Secret Files #1; 2018).
  - Batman 10: Temné můry, 2022 (autoři: Tom King, Amanda Conner, Jorge Fornés, Mitch Gerads, Mikel Janin, Travis G. Moore, Dan Panosian, Yanick Paquette, John Timms, Lee Weeks: Batman Vol. 3 #61–63 a #66–69, 2018–19).
  - Batman 11: Pád a padlí, 2022 (autoři: Tom King, Mikel Janin a Jorge Fornés: Batman Vol. 3 #70–74, 2019).
  - Batman 12: Baneovo město, díl první, 2022 (autoři: Tom King, Tony S. Daniel, Mitch Gerads, Mikel Janin a Clay Mann: Batman Vol. 3 #75–79, 2019).
  - Batman 13: Baneovo město, díl druhý, 2023 (autoři: Tom King, Jorge Fornés, Mitch Gerads, Mikel Janin, Mike Norton, Hugo Petrus a John Romita Jr.: Batman Vol. 3 #80–85 a Batman Vol. 3 Annual #4, 2019).

- Batman – Špatný den: Penguin / Riddler, 2023 (pouze příběh: Batman – One Bad Day: The Riddler, s Mitch Gerads, 2022).

- Vision: O trochu horší než člověk, o trochu lepší než zvíře, 2022 (autoři: Tom King, Michael Walsh a Gabriel Hernandez Walta: Vision (Vol. 2) #1–12, 2015–2016).
- Rorschach, 2022 (autoři: Tom King a Jorge Fornés: Rorschach #1–12, 2020–2021) DC Black Label.

### DC Comics
- Time Warp: "It's Full of Demons" (one-shot, 2013)
- Nightwing v3 #30: "Setting Son" (2014)
- Grayson #1–17 (psáno s Tim Seeley, 2014–2016)
- Teen Titans v5 Annual #1: "The Source of Mercy" (2015)
- The Omega Men v3 #1-12 (2015–2016)
- Justice League: Darkseid War: Green Lantern: "Will You Be My God?" (one-shot, 2016)
- Robin War (různí umělci, antologie, 2016)
- Batman v3 #1–85 (2016–2019)
- Batman/Elmer Fudd Special #1 (s Lee Weeks, one-shot, 2017)
- Mister Miracle v4 #1-12 (s Mitch Gerads, 2017–2018)
- The Kamandi Challenge #9 (s Kevin Eastman, 2017)
- DC Universe Holiday Special 2017 #1 (s Francesco Francavilla, 2017)
- Swamp Thing Winter Special (s Jason Fabok, 2018)
- Action Comics #1000 (různí umělci, 2018)
- DC Nation #0 (s Clay Mann, 2018)
- Superman Giant #3-4 (příběh "Superman: Up in the Sky ", s Andy Kubert, 2018-2019)
- Heroes in Crisis #1-9 (s Clay Mann a Mitch Gerads, 2018-2019)
- Strange Adventures (Vol. 5) #1–12 (s Mitch Gerads a Evan Shaner, 2020-2021) (DC Black Label)
- Rorschach #1–12 (s Jorge Fornes, 2020-2021) (DC Black Label)
- Batman/Catwoman #1–12 (s Clay Mann, 2020-2022) (DC Black Label)
- Human Target #1–12 (s Greg Smallwood, 2021-2023) (DC Black Label)
- Tales of the Human Target #1 (s různými umělci, 2022) (DC Black Label)
- Supergirl: Woman of Tomorrow #1–8 (s Bilquis Evely, 2021-2022)
- Batman: Killing Time #1–6 (s David Marquez, 2022)
- Batman: One Bad Day: The Riddler #1 (s Mitch Gerads, 2022)
- Danger Street #1–12 (s Jorge Fornés, 2022-2023) (DC Black Label)
- Gotham City: Year One #1–6 (s Eric Gapstur a Phil Hester, 2022-2023)
- Wonder Woman v5 #1–... (s Daniel Sampere, 2023-...)
- The Penguin #1–... (s Rafael de Latorre a Stevan Subic, 2023-...)
- Trinity Special #1 (s Daniel Sampere, 2024)
- Trinity Special: World's Finest #1 (s Belen Ortega, 2024)
- Jenny Sparks #1–... (s Jeff Spokes, 2024-...) (DC Black Label)

### Marvel Comics
- The Vision v2 #1–12 (2016)

### Vertigo Comics
- Vertigo Quarterly: CMYK #4: "Black Death in America" (2015)
- The Sheriff of Babylon #1–12 (2015–2016)

### Dark Horse Comics
- Helen of Wyndhorn #1–... (s Bilquis Evely, 2024-...)

### Boom! Studios
- Animal Pound #1–... (s Peter Gross, 2024-...)

### Everlasting Productions
- Love Everlasting #1–15 (s Elsa Charretier, 2022-2024)

### Romány
- A Once Crowded Sky (ilustrace Tom Fowler, 2012)